# Roselien Tobbackx
Roselien Tobbackx (a. 1993) is een Belgische zangeres en gitariste. Ze studeerde kleinkunst.
Toen ze 15 jaar oud was bereikte ze de finale van de Kunstbende. In 2011 won ze de Jonge Wolven wedstrijd. In 2013 werd ze geselecteerd voor De Nieuwe Lichting van Studio Brussel
Live speelt ze samen met Wout Gooris (keys), Boris Van Overschee (bas) en Louis Favre (drums).

## Discografie
- 2010 Roselien (EP)
- 2014 Truth (EP)